# Franz Schaeffer
Franz Schaeffer (auch Franz oder Franziskus Scheffer; * 1582 in Kessenich; † 4. Dezember 1666 in Heisterbach) war ein deutscher Zisterzienser. Von 1628 bis 1661 amtierte er als Abt des Klosters Heisterbach.

## Leben
Franz Schaeffer legte seine Profess 1606 ab, die Priesterweihe empfing er 1609. Im Mai 1628 wurde er zum 35. Abt des Klosters Heisterbach gewählt und trat damit die Nachfolge von Johann Buschmann an. Das 1531 aufgehobene Kloster Georgenthal vereinigte Generalabt Claude Vaussin im November 1650 mit dem Kloster Heisterbach. Damit fielen alle weltlichen und geistlichen Rechte an Heisterbach, wodurch Abt Franz Schaeffer das Recht zum Tragen der Pontifikalien, einschließlich der Mitra, erhielt. Unter den insgesamt 24 Mönchen, die in der Amtszeit Schaeffer’s ihre Profess abgelegt hatten, befinden sich sowohl Nivard Wirotte (38. Abt), als auch Ferdinand Hartmann (39. Abt des Klosters Heisterbach). Noch am Tage seiner Resignation am 2. September 1661 wurde Gottfried Broichhausen zum neuen Abt des Klosters Heisterbach gewählt. Franz Schaeffer starb 84-jährig am 4. Dezember 1666 in Heisterbach.